# PY Vulpeculae

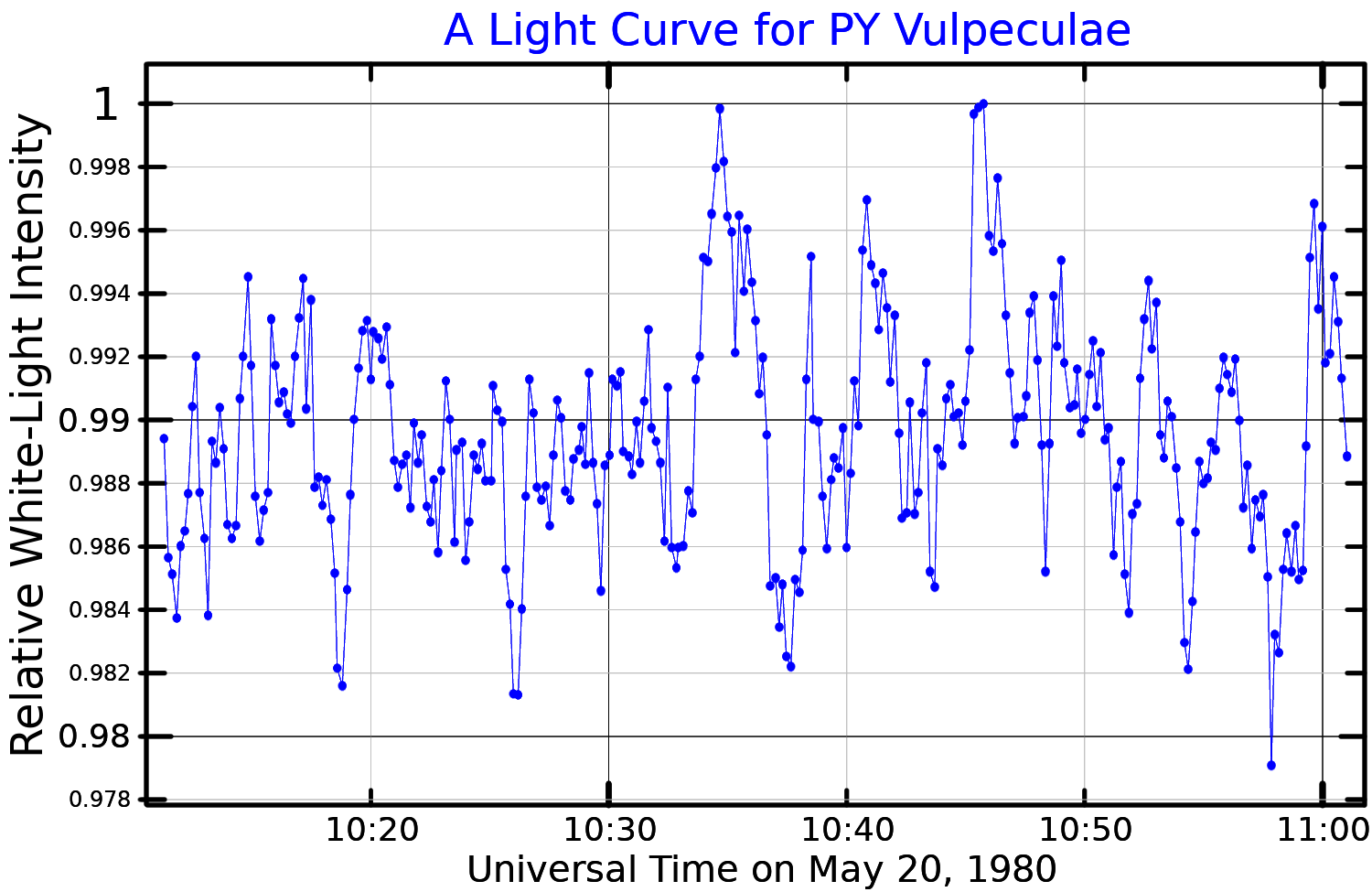
Una curva ligera para PY Vulpeculae, adaptada de McGraw et al., ApJ, vol 250, pp 349-354, 1981

PY Vulpeculae (PY Vul / GJ 1241 / G 185-32 / WD 1935+276) es una enana blanca en la constelación de Vulpecula -la zorra- situada a 60,6 años luz del sistema solar. De tipo espectral DAV4, su temperatura efectiva aproximada se sitúa entre 12.025 y 12.280 K. Tiene una masa (M*) de 0,638 ± 0,007 masas solares, con una fracción de masa de hidrógeno de MH = 1,70 (± 0,10) × 10-4 M*.
Su período de rotación estimado es de 14,5 horas.
PY Vulpeculae es una enana blanca pulsante del tipo ZZ Ceti, una de las más brillantes de esta clase con magnitud aparente +13,03. Se conocen 19 períodos en su espectro en el rango de 71 a 651 s; 14 de ellos son modos reales, siendo los otros cinco combinaciones lineales de ellos. Sus períodos más cortos se encuentran entre los de menor duración observados en variables ZZ Ceti; uno de ellos, a 141,9 s, muestra una amplitud que no varía con la longitud de onda, en contraste con lo que teóricamente cabría esperar.